# 上海打虎
上海打虎是指1948年8月到11月期间中國總統蔣介石委派其長子蒋经国前往作为中國经济中心的上海督导实行财政经济改革、抑制日趋严重的通货膨胀的活动。期间，蒋经国立下“只打老虎、不拍苍蝇”的壮志，并鼓励部下六亲不认地执法，逮捕了60余上海经济界人物。10月，“打虎”涉及孔令侃之扬子公司，蔣中正和宋美龄出面阻挠蒋经国的调查，该案中蒋宋夫妇对孔令侃的包庇行为备受舆论攻击。经济管制在11月1日宣告失败，蒋经国离开上海。

## 背景

### 政治改革
中华民国在1946年制宪国民大会上制订了《中华民国宪法》。1947年年底，中华民国开始行宪，进入宪政时期。1948年3月至5月间，中华民国召开国民代表大会，选举总统与副总统。在大会上允许对中华民国政府进行公开批评，同时也开始公开揭露滥用职权的行为。5月31日，行政院院长翁文灏负责组阁，为行宪后第一任内阁。
| 年份                       | 赤字        | 银行垫付额  | 纸币增加量  |
| 1946                       | 4,697,802   | 4,697,802   | 2,694,200   |
| 1947                       | 29,329,512  | 29,329,512  | 29,462,400  |
| 1948（1-7月）              | 434,565,612 | 341,565,612 | 341,573,700 |
| 有四舍五入。单位：百万法币 |             |             |             |

| 时间          | 官方美元汇率 （法币：美元） | 美元市场汇率 （法币：美元） | 上海批发物价指数 |
| 1946年6月     | 2 020                       | 6 063                       | 378 217          |
| 1947年6月     | 12 000                      | 36 826                      | 2 905 700        |
| 1948年6月     | 1 273 000                   | 2 311 250                   | 197 690 000      |
| 1948年8月18日 | 7 094 625                   | 8 683 000                   | 558 900 000      |

### 紧急处分令
自1947年中起，国共内战的战局急转直下，不利于国民政府:224。财政问题严重恶化，财政严重赤字，通货膨胀迅速扩大:161。截至1948年夏，法币总发行额达660万亿元，物价飞涨，6月份上海的米价达到每石1800万元，许多百姓因而饥不得食、寒不得衣、病不得医。《生活》杂志形容“曾发明过印刷术的中国人看上去将在纸币流通的压力下窒息”。
1948年翁文灏内阁以前，前任行政院院长宋子文尝试以抛售黄金以回收超发的法币，引起了黄金风潮案，因而去职。张群则禁止买卖黄金，发行短期公债，依然无法控制通货膨胀。1948年7月，蔣中正入住莫干山白云山馆，听取并同意了翁文灏等人关于发行金圆券进行币制改革的意见。蔣中正曾三度征求过前央行行长張嘉璈的意见，张则直言改革后物价无法控制。8月18日决议通过《财政经济紧急处分令》:169，次日（8月19日）以总统蔣中正、财政部长王云五、行政院院长翁文灏名义联合发布，其中要求:167：
| 一、自即日起以金圓為本位幣，十足準備發行金圓券，限期收兌已發行之法幣及東北流通券。 二、限期收兌人民所有黃金白銀銀幣及外國幣券，逾期任何人不得持有。 三、限期登記管理本國人民存放國外之外匯資產，違者予以制裁。 四、整理財政並加強管制經濟，以穩定物價平衡國家總預算及國際收支。 |

### 八一九防线
《财政经济紧急处分令》正式启动了财政经济改革:167。方案的主要设计者財政部長王雲五设想以金圆券取代贬值的法币，以出售公營企業、美國援助及華僑匯款補齊期间的赤字，为达成这一目的则需要管制外汇和贵金属，将物价控制在8月19日的水平，即“八一九防线”。
8月20日，行政院设立经济管制委员会，下设上海、天津、广州三个督导区。8月21日责令俞鸿钧为上海经济管制督导员，蒋经国担任俞的副手；蒋经国虽为副手，但却是主要负责人:227。陶涵（Jay Taylor）引述蔣介石日記：“虽然我晓得这个职位可能使经国遭到忌恨，甚至断送前程，但是我必须派他去。经国是唯一可以担任此一任务的唯一人选。”10月1日以后，蒋经国的职权又扩大到江蘇、浙江與安徽三省。

## 初至上海
8月20日，蒋经国未上任即已赶赴上海、研究形势，22日受任命后在上海的中央银行设立了督导办公室；9月2日接南京电话，被要求处置违法行为、严办投机商人:44。此外，蒋经国还接连召见刘鸿生、荣尔仁、钱新之、李馥荪、周作民、杜月笙等上海经济界头面人物，要求这些人支持政策。因上海活动的投机者多以南京的党国要人为后台，蒋经国告诉蔣中正：“上海金融投机机关无不与党政军要人有密切关系，且作后盾，故将来阻力必大，非有破除情面，快刀斩乱麻之精神贯彻到底不可也。”

### 戡乱建国总队

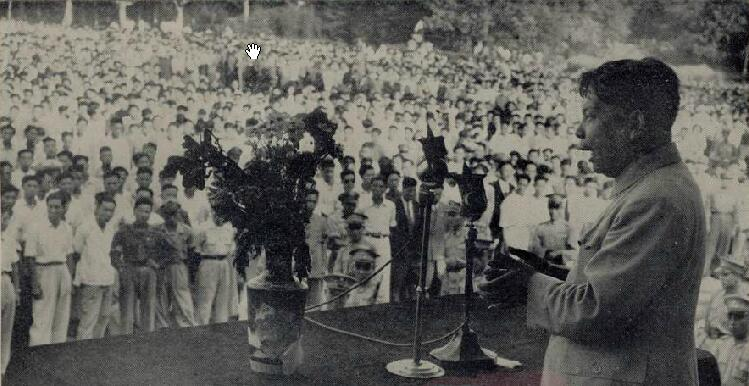
1948年，蒋经国对上海青年服务团团员演讲

蒋经国以原国防部的戡乱建国大队为自己班子，以亲信王昇作为总队，准备以铁腕手段进行经济管制，打击囤积货品、投机倒把的行为。蒋经国联合金管局、警察局、警备部稽查处、宪兵队、江湾及京沪、沪杭两路警察局等六个军警单位组建戡乱建国总队（简称“戡建总队”）负责执法:170。8月下旬，王昇从队员中选拔成员，成立了经济管理工作队，与新成立的经济警察大队合署办公，二者可以检查仓库、货栈、账目，还可以直接带走违纪人员、查抄货物。

### 发动群众运动
蒋经国声称这是社会性质的革命运动，将自己在赣南的做法移植到了上海，设立“人民服务站”和检举箱，开放人民检举。9月9日，行政院颁布《实施取缔日用重要物品囤积居奇办法补充要点》，规定个人和商家购买物品用量超三个月以上以囤积论。9月12日，蒋经国发动“出殡”游行，在“灵车”前方写道“谁要是损害金圆信用，咱们就砍他们的头”。
9月13日起，戡乱建国总队号召上海青年参加大上海青年服务总队，打击奸商污吏，报名者25,428人，获批准者12,339人。9月12日蒋经国在上海体育场向复员青年军发表《上海往何处去》的演讲:187，率领群众高唱《两只老虎》，并高呼“打倒奸商投机客”等口号:172。9月25日上海青年服务总队成立，设立岗哨对行人进行检查，并和警察局、警备司令部人员混编成小组，检查商店、工厂和仓库，对囤积物资进行登记。

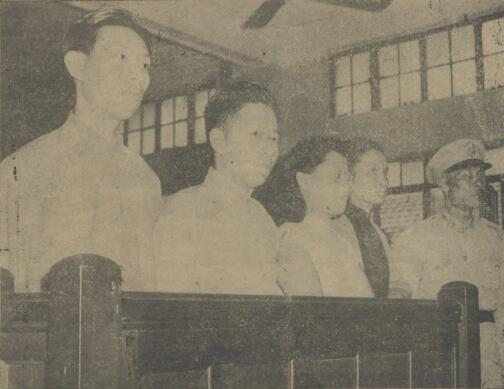
杜维屏、林乐耕、李国兰、杨淑瑶被判经济犯罪入监

### 成果与阻力

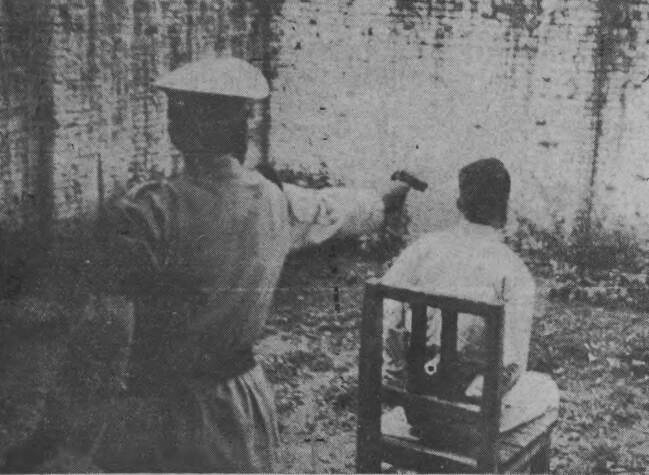
1948年9月，王春哲被执行死刑

8月21日《大公报》记者季崇威揭露匿名人士自南京到上海提前抛售获利，蔣中正派监察委员查后发现财政部秘书戴启明之妻李国兰涉案，戴启明被处决，泄漏风声的财政部主任秘书徐百齐被革职:229。杜月笙长子杜维屏作为交易所老板因涉及戴启明案被逮捕，被判处8月有期徒刑:231。荣鸿元、杜维屏等六十余人因私套外汇、私藏黄金、囤积货物、投机倒把，先后被移交特种刑事法庭审理:231。
9月24日，华侨商人王春哲因倒賣黄金、参与黑市交易被警察枪决，引起轰动：当时的报纸刊登了王被处死时的大幅照片。上海警备司令部科长张亚民、大队长戚再玉因勒索罪被枪决，宪兵大队长姜公美因破坏经济管制被枪决。
上海市长吴国桢向蔣中正递交辞呈，表态不愿和蒋经国合作，上海市社会局长吴开先与蒋经国公开冷战，工商界亦采取对抗态度，但蒋经国依靠军、警及動員群眾成功地暫時恢复上海商品交易及金融市場的稳定与秩序:169。金圆券收兑也顺利进行，截至1948年10月，上海共收兑黄金114万两、美金3,452万元等价值２亿美金的财物:232。

### 蔣中正之态度
9月4日，蔣中正召见上海市长吴国桢，吴国桢担心蒋经国政策有问题，蔣中正在日记里写道：“经儿将沪上最大纱商鸿元与杜月笙之子拿办，移交法庭，可谓雷厉风行，竭其全力以赴之。惟忌者亦必益甚，此为民之事，只有牺牲我父子，不能再有所顾忌，惟天父必能尽察也。”
9月7日，蒋经国返回南京向蔣中正报告，蔣中正表示支持和兴奋，並在其日记里写道：“经儿由上海来报告经济管制情形。往日所有黑市与囤积等弊多有我党政当局为首，言之痛心。但由此彻查，所有上海黑幕皆得发现，实堪欣幸。”

## 扬子公司案

### 杜月笙设局
9月2日，杜月笙长子杜维屏被逮捕:290。据当事人经济检查大队长冯义宽回忆:204-205，9月底，蒋经国召集上海商人集会，并要求杜月笙出席，杜月笙表示杜维屏“违法乱纪”、“咎由自取”，但指名道姓请求蒋经国查处扬子公司，蒋经国表示会“绳之以法”:236-237。事后，冯义宽被派往扬子公司查办:205。10月2日，上海《正言报》报道《豪门惊人囤积案，扬子仓库被封》。扬子公司以孔祥熙之子孔令侃为董事长而且兼总经理，事件轰动上海。10月8日，上海、南京、北平的报纸争相报道此事:237。

### 宋美龄介入
10月1日:290，与孔家关系密切的宋美龄乘坐专机从南京飞往上海:290:486，并以离开中国为要挟、以兄弟之情为理由，要求蒋经国不得逮捕孔令侃:289。10月7日，蒋介石前往北平督导战局不利的锦州战役，8日却告知北平守将傅作义因私事要返回上海，盖因收到宋美龄信件需要前往上海营救外甥孔令侃，到达后却发现宋美龄已经救回了孔令侃。上海警察局发言人称扬子公司之资产均已登记:239。
到达上海后，蔣中正要求将报道此事的《大众夜报》停刊，《大众夜报》社论《请蒋督导为政府立信，为人民请命》中写道：“哄动一时的沪上豪门大囤积案似有烟消云散之势，方在人民心中栽下了的对政府的一点‘信仰’之幼芽，恐将因此而连根拔去，同时亦可能给当前的经管工作以致命的打击，瞻望前途，不胜忧虑。”:208《大众夜报》停刊同日，宋美龄亲自驾车将孔令侃引见给蔣中正。蒋经国部下贾亦斌回忆自己前往逸村2号，询问蒋经国如何办理孔令侃，蒋经国答“孔令侃又没有犯法”，引起贾亦斌的愤慨与失望:239。扬子公司案不了了之:239。蒋经国辞职后的11月15日，上海督导员办公室发布声明，指扬子公司案“已转饬移交市府及主管当局办理”:215。

## 黯然离沪

### 翁文灏倒台

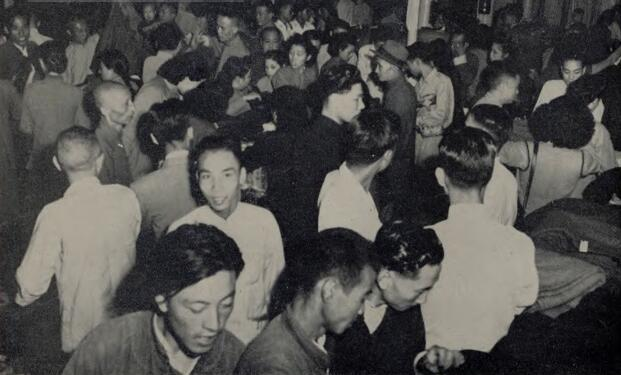
1948年12月，上海市民抢购布匹

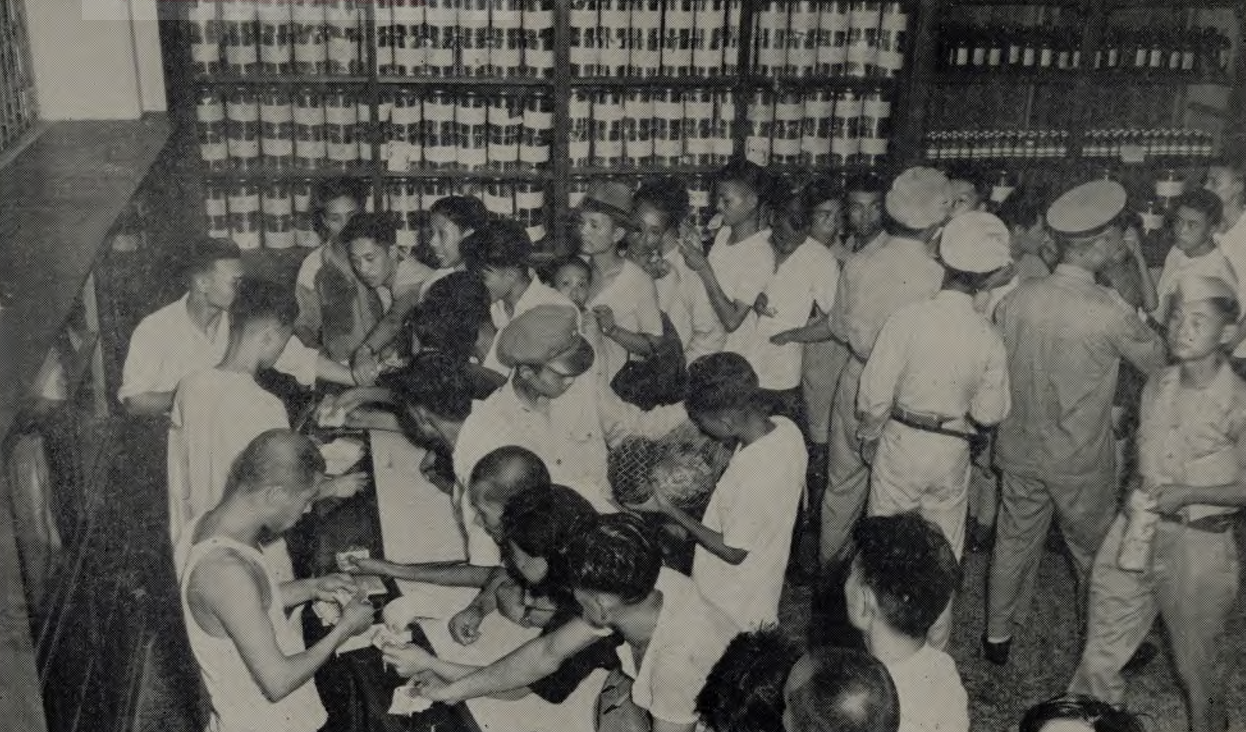
1948年9月上海黑市交易實地攝影

10月初，上海再起抢购浪潮，投机客聚集于各大商场前，市民亦参与抢购商品，抢购潮不久蔓延到无锡、杭州等地:240。限价和金圆券的崩溃导致了抢购浪潮，而蒋经国在日记中亦对抢购潮表示痛苦:241。10月17日，朱光潜、毛子水等17名大学教授联名致信政府，要求取消经济管制，翁文灏内阁承受社会压力:243。
10月21日，行政院院长翁文灏召集经管要员开会，会议无果而终:184。10月27日起，南京的高层连开三日会议，就是否放开价格管制产生激烈的辩论：一派认为限制价格反倒造成哄抢与黑市价格上涨，不如放开限价；另一派则主张维持价格管制，采取配给制度，蒋经国即为此派，当时上海、南京报纸报道“经国坚持反对放开议价”:184-185。
10月26日，行政院调整8月19日限价，10月28日取消粮食限价。10月29日，立法院讨论经济危机，主张“立即取消限价，维持市面”，监察院则认为“未能慎之于初，复未补救于后”:185。31日，行政院发布《改善经济管制补充办法》宣布于11月1日取消限价，宣告改革失败，翁文灏内阁亦因此倒台:185，在11月3日总辞。

### 告上海人民
1948年10月底限价失败以来，物价在一週内上涨了11倍，上涨速度创下历史记录:93。华北和东北的战局日趋恶化，国府的威信亦如此:93。上海街头再现抢购浪潮，上海市民将蒋经国的口号改为“只拍苍蝇，不打老虎”:170。10月末以来，蒋经国借酒消愁、焚烧文件与请柬，答贾亦斌曰：“亡国了，还请什么客？”:214。11月5日，蒋经国同亲信会面话别时痛哭流涕。

11月2日，发布《告上海人民书》向市民道歉，宣告限价结束。蒋经国形容自己在督导员办公室“心中实有无限的感慨，几欲流泪”:170。

11月6日，蒋经国正式辞职，随后离开上海，前往杭州蒋宅:170，不久迁至奉化溪口。11月8日，蔣中正在日记里记载“自限价取消，经国辞去管制督导员后，上海物价已日渐实涨四五倍”:214。

## 后续影响

### 党内外批评
蔣中正和宋美龄包庇孔令侃之事不胫而走，引起社会及中國國民黨内的广泛批评:216。1948年11月4日，中国国民党机关报《中央日报》刊登殷海光社论《赶快收拾人心》，批评豪门特权及国民党之纵容:216。傅作义曾为此对杜聿明说道:216：“蒋介石要美人不要江山，我们还给他干什么！”贾亦斌多次劝谏蒋经国后无果，于1949年4月在嘉兴「起义」，投奔中国共产党，并在回忆中表示因此事对“蒋家王朝”的失望之情:216。
据蔣介石日記记载，1948年11月27日，宋美龄在前往美国乞求援助前夕啼泣不止，称“对经儿之爱护，虽其亲母亦决无此真挚，但恐经儿未能了解深知耳”，蔣中正继续写道“彼为余与国家以及宋、孔之家庭受枉被屈，实有不能言之隐痛，故其悲痛之切，乃非言词所能表达其万一”:217-218。

### 战局之恶化
10月间，中國東北已落入共产党手中，国民党精锐部队尽失焉；共产党军民在其占领地区兑现承诺、实施政策、改正错误的模范行径，与国民党形成鲜明对比:292。11月，支持蔣中正的共和党并未赢得美国总统选举，中国游说团（英語：The China Lobby）的行径深深激怒了连任成功的杜鲁门。蒋经国辞职后，将戡乱建国总队改组青年救国第一总队，预备带往台湾，作为政治工作主干之一；与此同时，人民解放军已经抵达徐州，距南京不足300公里:178。12月19日，蒋经国抵达南京，被国民党中常会任命蒋经国为台湾省党部主任，后协助将黄金从上海运往厦门和台湾。

## 事后解读
尽管吴国桢认为宋美龄“过错无多而报应太重”，但有观点认为吴等政府内人士应当对孔家的非法行径是知情的:291。但也有观点认为扬子公司案并未搜查到违禁商品，无违法证据，因而可能为挑拨离间之词：改革之方案固不可行，持续“打虎”反而容易将失败的责任怪罪到蒋经国身上，以此案退出，反而成就蒋经国不畏威权之美名，提升了蒋经国在蔣中正心中的政治地位。
基於「打虎」失敗，視為國府在大陸的統治崩潰的其中一個原因，也使蔣經國遭到嚴重挫折，令其除對繼母宋美齡外，其他孔宋家族成員都極為厭惡，但孔家成員中不少被宋美齡視同骨肉，在遷台後仍不時尋求復出再起的機會，蔣中正曾在宋子文1964年返台省親時向其直言「話不投機」，和孔祥熙合作則如賠本生意，故此1972年在蔣經國奉命組閣，接任行政院院長以利於繼位時，宋美齡推薦孔令侃返台出任財政部部長，事實上，蔣經國對孔宋兩家之厭惡更倍於其父，一向對繼母言聽計從的蔣聞訊後破口大罵，認為接納此建議將使其退無死所，因而寧願捨棄預定人選，讓本被撤換的李國鼎續任，也要斷絕孔家在台北復出的機會。
习近平上任中共中央总书记以来的反腐败活动提出“老虎苍蝇一起打”等口号惩治腐败，亦被一些媒体和蒋经国之打虎活动对比或联系。

### 引用
1. 1 2  . 腾讯今日话题历史版. 2013-09-02. （原始内容存档于2019-06-06）.
2. 1 2 3 4 5 6 7  . 搜狐历史. 2014-10-14  [2019-06-06]. （原始内容存档于2015-05-22）.
3. ↑  司徒雷登, 约翰. . 北京: 北京出版社. 1982: 185–186.
4. ↑  陈红民; 吴萍. . 清华大学学报 (哲学社会科学版). 2023, (2): 117-129.
5. 1 2 3 4  张嘉璈. . 于杰译. 中信出版集团. 2018  [2022-05-21]. ISBN 9787508693569. （原始内容存档于2022-01-13）.
6. ↑  . 搜狐历史. 2014-10-14  [2019-06-06]. （原始内容存档于2015-05-22）.
7. ↑  刘统. . 生活·读书·新知三联书店. 2006. ISBN 9787108023506.
8. ↑  Fenby, Jonathan. . . Hachette Books. 2009-04-27  [2019-06-06]. ISBN 9780786739844. （原始内容存档于2019-05-14） （英语）.
9. 1 2 3 4 5 6 7 8 9  茅家琦. . . 臺灣商務印書館. 2003  [2019-06-06]. ISBN 9789570517965. （原始内容存档于2022-01-13）.
10. ↑  李立. . 本文摘自《台海风云》，李立著，九州出版社出版. 人民网-文史频道. 2011-11-08. （原始内容存档于2016-03-31）.
11. ↑  . Life (Time Inc). 1948-04-12, 24 (15): 85-88. ISSN 0024-3019 （美国英语）.
12. 1 2 3 4 5 6 7 8 9 10 11 12  李辉. . 张立宪  (编). . 新星出版社. 2012: 165–182  [2022-05-21]. ISBN 9787513307697. （原始内容存档于2022-01-13）.
13. 1 2 3 4  Fenby, Jonathan. . . Hachette Books. 2009-04-27  [2019-06-06]. ISBN 9780786739844. （原始内容存档于2019-05-14） （英语）.
14. ↑  李辉. . 国家人文历史. 2010, (18): 45-47  [2019-06-06]. （原始内容存档于2019-06-06）.
15. 1 2  费雪. . 南方人物周刊. 2019, (第14期 总第592期)  [2019-06-06]. （原始内容存档于2022-01-13）.
16. 1 2 3  武之璋. . 炎黄春秋. 2013, (12)  [2019-06-07]. （原始内容存档于2019-04-06）.
17. 1 2 3  陶涵. . 林添贵译. 北京: 新华出版社. 2002. ISBN 7-5011-5453-8.
18. 1 2  . 华兴时报. 宁夏回族自治区政协办公厅主办. 2014-10-31. （原始内容存档于2019-06-06）.
19. 1 2 3  . 蔣故總統經國先生百年誕辰紀念.   [2019-06-07]. （原始内容存档于2009-04-18）.
20. 1 2 3 4 5 6 7 8 9 10 11 12 13  杨天石. . 晶报. 2013-08-29. （原始内容存档于2013-11-15） –新浪历史.
21. 1 2 3 4 5 6 7 8 9 10 11 12 13  刘统. . 生活·读书·新知三联书店. 2006. ISBN 9787108023506.
22. ↑  漆高儒. . 国际文化出版公司. 2012. ISBN 9787512503441.
23. 1 2 3 4 5  陳守雲. . 秀威出版. 2012-08-01  [2019-06-07]. ISBN 9789862219768. （原始内容存档于2022-01-13）.
24. 1 2  李夏恩. . 中外文摘. 2015, (8).
25. 1 2 3  杨天石. . 炎黄春秋. 2013, (9)  [2019-06-06]. （原始内容存档于2020-11-22）.
26. 1 2  蔣經國. . 申報. 1948-09-15, (第一张).
27. 1 2  茅民. . 2015-07-06: 265.
28. ↑  叶鹏. . 重庆晨报. 2015-04-14  [2019-06-07]. （原始内容存档于2022-04-28） –台海网.
29. 1 2 3 4 5 6  Li, Laura Tyson. . . New York: Atlantic Monthly Press. 2006. ISBN 0871139332. OCLC 62732875 （英语）.
30. 1 2 3 4 5 6 7 8 9 10 11  杨天石. . 九州出版社. 2017-11-23  [2019-06-06]. ISBN 9787510829505. （原始内容存档于2019-08-21）.
31. 1 2  张秀章. . . 团结出版社. 2007: 771-773. ISBN 9787802142176.
32. ↑  刘熙仁. . 党史文苑：纪实版. 1997, (5): 45-47  [2019-06-06]. （原始内容存档于2019-06-06）.
33. ↑  . 申報. 1948-11-02, (第一張).
34. ↑  . 申報. 1948-11-06. 〔本報訊〕蔣經國辭職照准後·戡建大隊將繼續留滬，受國防部指揮，從事組訓青年工作。該隊以前參加發局經檢大隊之人員已全部撤回，各區人民服務站亦均撤銷，經檢工作全部停止，今後對大上海青年服務隊員將加強組訓。昨晨蔣經國曾在央行辦公處召集該隊幹部交換意見。
35. ↑  张学勤;  吴新宇. . 浙江档案. 2005, (2): 28-29. doi:10.3969/j.issn.1006-4176.2005.02.017.
36. ↑  . 文章摘自《晚年蒋经国:透视台湾当代历史》（作者：李松林 出版社：九州出版社）. 新浪北美书味频道.   [2019-06-07]. （原始内容存档于2019-06-07）.
37. ↑  陳筑君. . 旺报. 中时电子报.   [2019-06-07]. （原始内容存档于2022-05-03）.
38. ↑  . 法广. 2013-01-26  [2019-06-07]. （原始内容存档于2019-06-07）.
39. ↑  Quan, Xiaoshu; Wang, Chenxi. . China Daily.   [2019-06-07]. （原始内容存档于2022-04-28）.
40. ↑  . 美国之音.   [2019-06-07]. （原始内容存档于2017-01-17）.
41. ↑  . Deutsche Welle.   [2019-06-07]. （原始内容存档于2015-06-27）.